# Ludwig Bechstein
Ludwig Bechstein (Weimar, 24 de novembro de 1801 – Meiningen, 14 de maio de 1860), nascido Louis Clairant Hubert Bechstein foi um escritor e colecionador alemão de contos de fadas populares.

## Biografia
Ludwig Bechstein nasceu em Weimar, filho de Johanna Carolina Dorothea Bechstein e Hubert Dupontreau. Cresceu muito pobre em seus primeiros nove anos. Sua situação só melhorou quando seu tio Johann Matthäus Bechstein, um renomado naturalista e silvicultor residente em Meiningen, no Ducado de Saxe-Meiningen, o adotou em 1810. A partir de então, ele passou a usar o nome por que foi conhecido, Ludwig Bechstein  e foi enviado para estudar em Meiningen e, em 1818, iniciou um aprendizado como farmacêutico.
De 1828 a 1831, estudou filosofia e literatura em Leipzig e Munique, graças a uma bolsa concedida pelo Duque Bernhard II de Sachsen-Meiningen, que o contratou, em 1831, como bibliotecário. Este cargo vitalício proporcionou a Ludwig Bechstein uma renda contínua, ao mesmo tempo que lhe deu bastante liberdade para perseguir seus próprios interesses e escrever. 
Em 1832, fundou a Sociedade Arqueológica de Henneberg, que chefiou como diretor até 1857. Em 1842, ele se juntou à Loja Maçônica Carlota dos Três Cravos de Meiningen. Em 1848, Bechstein assumiu como diretor e arquivista do Arquivo Comunitário de Henneberg.
Viveu em Meiningen de 1831 até sua morte. Em sua homenagem, foi construída uma fonte no Jardim Inglês.

### Casamentos
Ludwig Bechstein casou-se 2 vezes:
- Em 1832, ele se casou com Caroline Wiskemann (1808–1834) de Oechsen. O único filho desse casamento foi Reinhold Bechstein, que mais tarde se tornou filólogo e germanista. Depois de apenas dois anos de casamento, Caroline morreu.
- Em 1836, Bechstein casou-se pela segunda vez; sua segunda esposa, Therese Schulz (* 7 de abril de 1806; † 26 de fevereiro de 1876) de Untermaßfeld, lhe deu sete filhos, incluindo Adolf Emil Ludwig Bechstein (1843–1914),[6] um conhecido desenhista e ilustrador de sua época.[nota 2]

### Obras
Ludwig Bechstein foi um escritor eclético.
Em 1828, publicou sua coleção Soettenkränze (Coroas de sonetos), que consistia em quatorze coroas de sonetos. Essas coroas eram apenas 14 coroas isoladas. Ele não as uniu nem interrelacionou para formar a estrutura de uma coroa de coroas de sonetos.
Em 1834, publicou a “Crônica da Cidade de Meiningen 1676-1834”.
O período de 1835 a 1843 foi de grande produção poética, predominantemente lírica.
Em 1845 ele publicou sua coleção de contos de fadas, sob o título Deutsches Märchenbuch, reimpresso diversas vezes, e desde 1857 com as xilogravuras baseadas em desenhos de Ludwig Richter.. Sua produção de contos de fadas conta mais de 100 títulos, entre criações e adaptações.
Sua coleção de poesia popular pretendia ser uma contribuição para promover a unidade nacional da Alemanha. Bechstein também colecionou lendas. Seu extenso Livro Alemão de Lendas (1853) não foi tão popular quanto sua coleção de contos de fadas, mas ainda é usado hoje como um compêndio de lendas alemãs.
Também publicou novelas:
- Erzählungen und Phantasiestücke. 13 Novellen in 4 Bänden. Hallberger, Stuttgart 1831;
- Arabesken. Novellen. Hallberger, Stuttgart 1832;
- Novellen und Phantasiegemälde. 2 Bände. Kesselring, Hildburghausen 1832;
- Novellen und Phantasieblüthen. 2 Theile. Leo, Leipzig 1835;
- Die Manuscripte Peter Schlemihl’s. Kosmologisch-literarische Novelle. Allgemeine Deutsche Verlags-Anstalt, Berlin, 1851 (Digitalisate von Band 1 und Band 2 bei Google Books);

... e romances:
- Die Weissagung der Libussa. Franckh, Stuttgart 1829 (Digitalisat von Band 1 und Band 2 bei Google Books; Reprint im Verlag Rockstuhl, ISBN 3-936030-91-X)
- Grimmenthal. Romantisches Zeitbild aus dem sechzehnten Jahrhundert. Kesselringsche Hofbuchhandlung, Hildburghausen 1833 (Digitalisat bei Google Books; Reprint im Verlag Rockstuhl, 2003, ISBN 3-936030-84-7)
- Das tolle Jahr. Historisch-romantisches Gemälde aus dem sechzehnten Jahrhundert. Hallberger, Stuttgart 1833 (Digitalisat von Band 1, Band 2 und Band 3 bei Google Books)
- Der Fürstentag, 1834
- Fahrten eines Musikanten, 1837
- Grumbach, 1839
- Clarinette, 1840
- Berthold der Student, 1850
- Der Dunkelgraf, 1854 (Digitalisat und Volltext im Deutschen Textarchiv)
- Die Geheimnisse eines Wundermannes, 1856.

## Homenagens
- O asteroide (23520) Ludwigbechstein[13] foi nomeado em 2001 em sua homenagem.[14]
- O Prêmio de Contos de Fadas e Lendas da Turíngia “Ludwig Bechstein” foi instituído em 2001 a contadores de histórias, ilustradores, editores e outros merecedores com uma conexão especial com contos de fadas e lendas e é concedido em homenagem a Ludwig Bechstein.
- Na paisagem urbana atual, a Fonte de Contos de Fadas de Bechstein, a antiga casa residencial com uma placa memorial e seu túmulo, bem como uma sala de exposição no Museu Literário Baumbachhaus, homenageiam Ludwig Bechstein.[5]